# Prince (Schiff, 1790)
Die Prince, auch HMS Prince, war ein 98-Kanonen-Linienschiff 2. Ranges der London-Klasse der britischen Marine, die von 1790 bis 1815 in Dienst stand.

## Geschichte

### Bau
Die spätere Prince wurde am 9. Dezember 1779 nach den Bauplänen der 1766 vom Stapel gelaufenen und im November 1778 in Dienst gestellten London bestellt. Die Kiellegung erfolgte am 1. Januar 1782 bei der Marinewerft in Woolwich (London) und der Stapellauf am 4. Juli 1788. Das am 25. Juni 1788 fertiggestellte Schiff wurde wegen nichtbedarfs anschließend aufgelegt und nicht in Dienst gestellt. Die Baukosten betrugen 55.041 Pfund 9 Schilling und 11 Pence (siehe Pfund Sterling).

### Einsatzgeschichte
Das Schiff wurde im Rahmen der Nootka-Sound-Kontroverse mit Spanien im Juni 1790, unter dem Kommando von Josiah Rogers, als Flaggschiff für Vizeadmiral John Jervis in Dienst gestellt und in Plymouth bis Oktober 1790 für 6.227 Pfund, 17 Schilling und 8 Pence ausgerüstet. Da der Konflikt friedlich gelöst werden konnte, wurde die Prince im Dezember 1790 wieder außer Dienst gestellt. Diesem folgte eine Aktivierung zwischen Februar 1793, unter dem Kommando von Cuthbert Collingwood, als Flaggschiff von Konteradmiral George Bowyer bis Januar 1794. Noch im Oktober des gleichen Jahres wurde das Schiff ausgerüstet und bei der Kanalflotte eingesetzt, wobei sie am 23. Juni 1795 bei der Seeschlacht bei der Île de Groix beteiligt war.
Ab Juni 1796 wurde das Schiff in Portsmouth um eine 17-Fuß lange Sektion verlängert. Anschließend trat sie ab Oktober wieder in die Dienste der Kanalflotte. 
Während der Seeschlacht von Trafalgar am 21. Oktober 1805 kämpfte die Prince unter dem Kommando von Richard Grindall. Das Schiff segelte in der Lee-Linie. Das Flaggschiff der britischen Flotte mit Vizeadmiral Horatio Nelson befehligte die Luv-Linie. Die Prince schickte ihre Breitseiten zum spanischen 112-Kanonen Flaggschiff Príncipe de Asturias, und zum französischen 74-Kanonen Schiff Achille. Da von den beiden Schiffen kein Gegenangriff kam, erlitt die Prince keine Schäden und verlor kaum Menschen. Durch ihren starken Beschuss explodierte die Achille und sank. Nach der Schlacht, die die Briten gewannen, segelte die Prince nach Gibraltar. Von dort aus fuhr sie nach Portsmouth, wo sie blieb.
Die Prince wurde 1837 abgebrochen.